# CA Oradea
Der Clubul Atletic Oradea war ein rumänischer Fußballverein aus Oradea. Er ist der einzige rumänische Verein, der Fußballmeister von zwei Ländern wurde: ungarischer Meister im Jahr 1944 (als Nagyváradi Atletikai Club) und rumänischer Meister im Jahr 1949 (als IC Oradea). 1955 gewann man (als Progresul Oradea) den rumänischen Pokal. Der Verein wurde 1963 aufgelöst.

## Geschichte
Der CAO Oradea wurde im Jahr 1910 als Nagyváradi Atlétikai Club (Nagyvárad ist der ungarische Name der Stadt Oradea) gegründet. Damals befand sich Oradea noch auf dem ungarischen Gebiet der Donaumonarchie. Bis 1918 war der Verein nur auf lokaler und regionaler Ebene aktiv. Nach dem Ersten Weltkrieg kam die Stadt zu Rumänien und der Verein hieß fortan Clubul Atletic Oradea (CAO).
Zwischen 1920 und 1932 spielte man in der Regionalliga. Zweimal konnte die Mannschaft, im Duell mit dem Lokalrivalen Stăruința Oradea, 1924 und 1925 dort Meister werden sich für die Endrunde um die rumänische Fußballmeisterschaft qualifizieren. Einmal gelang der Einzug in das Endspiel 1924 gegen Chinezul Timișoara, welches allerdings verloren wurde.
Der Klub gehörte im Jahr 1932 zu den Gründungsmitgliedern der neuen rumänischen Profiliga, der Divizia A. Nachdem man zweimal den Einzug ins Finale verpasst hatte, errang die Mannschaft am Ende der Saison 1934/35 die rumänische Vizemeisterschaft hinter Ripensia Timișoara. 1938 musste CAO in die Divizia B absteigen. Nach dem Zweiten Wiener Schiedsspruch im Jahr 1940 kam Oradea, welches nahe der ungarischen Grenze lag, erneut zu Ungarn. Wieder als Nagyváradi AC benannt spielte der Verein nun für vier Jahre in der 1. ungarischen Liga, der Nemzeti Bajnokság. Beim Start in die neue Liga belegte man 1941/42 den 5. Platz. Die Mannschaft hielt sich bis Ende des Zweiten Weltkriegs als Vizemeister, in der dritten Spielsaison 1943/44 konnte der NAC gar die Meisterschaft für sich entscheiden – und zwar als erstes Team überhaupt, welches nicht aus der ungarischen Hauptstadt Budapest stammte.
Nach dem Zweiten Weltkrieg wurde der Verein – Oradea war erneut rumänisch geworden – als Clubul Sportiv Libertatea Oradea (CSL Oradea) wiedergegründet und spielte abermals in der Divizia A. Umbenannt in Întreprinderea Comunala Oradea (ÎCO) im Jahr 1948, konnte der Klub in der gleichen Saison in der Divizia A 1948/49 die rumänische Meisterschaft erringen, war damit als einziger Fußballverein Rumäniens Meister zweier verschiedener Staaten geworden. 1951 wechselte der Klub erneut den Namen und hieß fortan Progresul Oradea. In der Saison Divizia A 1954 stieg Progresul in die Divizia B ab, nur ein Jahr später aber gelang der Wiederaufstieg und man spielte im Finale um den rumänischen Pokal. In der darauffolgenden Saison gelang sogar der Gewinn des Pokals, dies war der letzte große Erfolg der Vereinsgeschichte. In der Saison 1957/58 stieg Progresul wiederum in die Divizia B ab. Im gleichen Jahr änderte der Verein seinen Namen, spielte nunmehr als Clubul Sportiv Oradea, ab 1961 dann als Crișana Oradea.
In der Saison 1962/63 nahm Crișana ein letztes Mal an der Divizia A teil. Nach erneutem Abstieg wurde der Verein aufgelöst. Gleichzeitig gelang dem jungen Lokalrivalen Crișul Oradea (1958 gegründet) der Aufstieg in die Divizia A.

## Erfolge
- Rumänischer Fußballmeister: 1949
- Ungarischer Fußballmeister: 1944
- Rumänischer Pokalsieger: 1956
- Rumänischer Vizemeister: 1924, 1935
- Ungarischer Vizemeister: 1943
- Rumänischer Pokalfinalist: 1955

## Ehemalige Spieler
- Iuliu Bodola
- Mircea David
- Rudolf Demetrovici
- Andrei Glanzmann
- Gusztáv Juhász
- Elemér Kocsis
- Elemér Berkessy
- Gyula Lóránt
- Iosif Petschovski
- Francisc Ronnay
- Gavril Serfőző
- Francisc Spielmann
- Gheorghe Váczi